# Consell de la Gent Gran de Palafrugell
El Consell de la Gent Gran de Palafrugell neix l'any 1996 amb l'objectiu de recollir les veus, les inquietuds, els projectes i les expectatives de futur de la gent gran i de ser un interlocutor amb les institucions. Ha tingut la seu en diferents dependències. A més d'organitzar activitats pels socis, ha exercit de representant del col·lectiu de la gent gran i ha aconseguit millores en diferents temes, com l'assistència sanitària i la mobilitat. El març de 2015 Carles Ruiz es va convertir en el president de l'entitat, en substitució d'Eugeni Camarero.
El febrer de 2018 es va inaugurar el nou espai del Consell de la Gent Gran a l'espai social de La Pedrera. El nou empleçament pretén millorar les condicions de diverses entitats socials de la vila. A l'acte s'hi van acostar més d'un centenar de persones. El 2008 ja es va inaugurar un nou local pel Consell de la Gent Gran situat al carrer Martí Jordi Frigola, 6.
La documentació del fons es va conservar a la seu de l'entitat fins a la cessió a l'Arxiu Municipal de Palafrugell el 2018. El fons permet conèixer les inquietuds del col·lectiu de la gent gran a partir dels estatuts, els convenis amb organismes i la correspondència emesa i rebuda.